# الإعدام رميا بالرصاص
الإعدام رميًا بالرصاص (بالإنجليزية: Execution by firing squad) وكان يسمى في السابق أحيانًا وابل من الرصاص (من الكلمة الفرنسية فوسيل: البندقية)، هو طريقة لتنفيذ عقوبة الإعدام الشائعة بشكل خاص في العسكرية وفي أوقات الحرب. بعض أسباب استخدام هذه الطريقة هي أن الأسلحة النارية عادةً ما تكون متاحة بسهولة ذلك أن إطلاق النار على عضو حيوي، مثل الدماغ أو القلب، غالبًا ما تقتل بسرعة نسبيًا.
عادةً ما تتكون فرقة الإعدام من عدة جنود الذين في الغالب يتم تدريبهم على إطلاق النار في وقت واحد، وبالتالي منع تعطيل العملية من قِبل أحد الجنود أو تحديد من أطلق الرصاصة القاتلة. ولتجنب التشوه الناتج عن طلقات متعددة في الرأس، يتم توجيه الرماة عادةً للتصويب نحو القلب، وأحيانًا بمساعدة قطعة من الورق أو القماش. عادةً ما يكون السجين معصوب العينين أو مقنعًا وكذلك مقيدًا. يمكن تنفيذ عمليات الإعدام مع المحكوم عليهم سواء كانوا واقفين أو جالسين. ثمّة تقليد في بعض الولايات القضائية يقضي بأن عمليات الإعدام هذه تتم عند حلول الفجر أو شروق الشمس. أدى ذلك إلى ظهور عبارة «إطلاق النار عند الفجر».
يُعدّ الإعدام رميًا بالرصاص من الممارسات المحددة التي تختلف عن أشكال الإعدام الأخرى باستخدام الأسلحة النارية، مثل الإعدام برصاصة (أو عدة رصاصات) في مؤخرة الرأس أو الرقبة. ومع ذلك، يتم دمج الرصاصة الفردية التي يطلقها ضابط الفرقة باستخدام المسدس (رصاصة الرحمة) أحيانًا مع عملية الإعدام، خاصة إذا تبين أن الوابل الأول من الرصاص لم يكن قاتلًا على الفور. قبل إدخال الأسلحة النارية، غالبًا ما تم استخدام الأقواس أو الأسهم أو سلاح النشابية – من المعروف أنه تم إعدام القديس سيباستيان على يد فرقة من قوات الرماة الاحتياطيين في حوالي عام 288 بعد الميلاد؛ أيضًا الملك إدموند من شرق أنجليا، بحسب بعض الروايات، الذي تم ربطه بشجرة ثم إعدامه على يد رماة الفايكنج في 20 نوفمبر عام 869 أو 870.

## الأهمية العسكرية
غالبًا ما يتم استخدام عقوبة الإعدام أو الوسائل التأديبية التي تستخدمها المحاكم العرفية لجرائم مثل الجبن أو الهروب من الخدمة أو التجسس أو القتل العمد أو التمرد أو خيانة الوطن.
في حال كان السجين المُدان ضابطًا سابقًا مشهورًا بشجاعته طوال حياته المهنية، فقد يُمنح امتياز إصدار الأمر بإطلاق النار. ومن الأمثلة على ذلك مارشال فرنسا ميشيل نيي. ومع ذلك، وكوسيلة لإهانة المحكوم عليهم، أدت عمليات الإعدام السابقة إلى إطلاق النار عليهم في الظهر أو حرمانهم من عصابات العينين أو حتى ربطهم بالكراسي. عندما تم إعدام غالياتسو تشانو، صهر بينيتو موسوليني، إلى جانب العديد من الفاشيين السابقين الآخرين الذين صوتوا لإزاحة موسوليني من السلطة، تم ربطهم بالكراسي ووقف جلاديهم ورائهم. وفقًا لبعض التقارير، تمكن تشانو من لف كرسيه في الثانية الأخيرة ليصبح في مواجهتهم.

## خرطوش فارغ
في بعض الأحيان، قد يتم استخدام بندقية تحتوي على خرطوش فارغ يحملها جندي أو أكثر من فرقة الإعدام. في مثل هذه الحالات، لا يتم إخبار جنود فرقة الإعدام مسبقًا ما إذا كانوا يستخدمون الذخيرة الحية أم لا. ومن المعتقد أن هذا يعزز شعور انتشار المسؤولية بين أفراد فرقة الإعدام بالرصاص إذ يوفر لكل جندي فرصة إنكار نسبية تقريبًا بأنه لم يطلق الرصاصة على الإطلاق بشكل شخصي. ولهذا السبب، تُعرف هذه العملية أحيانًا باسم «جولة الضمير».
ومع ذلك، من الناحية العملية، ينتج عن إطلاق طلقة حية ارتداد كبير على عكس إطلاق الخرطوش الفارغ. ويُعتبر هذا هامًا بشكل خاص مع البنادق اليدوية. ونتيجةً لذلك، من الصعب افتراض أن الجنود المدربين لن يكونوا على علم فيما إذا كانوا قد أطلقوا أي من منها. ينعكس ذلك في التقارير المباشرة مثل أوراق دبليو. إيه كوينتون، الذي خدم في الجيش البريطاني أثناء الحرب العالمية الأولى ثم في فرقة الإعدام في أكتوبر عام 1915. وفقًا لتقريره، تم إعفاؤه هو و 11 من زملائه من استخدام الذخائر الحية وبنادقهم الخاصة، وبدلًا من ذلك استخدموا أسلحة نارية بديلة لإنفاذ المهمة المطلوبة. بعد خطاب قصير من أحد الضباط، أطلقت الفرقة وابلًا من الرصاص على الرجل المُدان. صرّح كوينتون قائلًا: «لقد شعرت بالرضا عندما علمت أنه بمجرد أن أطلقت النار، لم أشعر بأي ارتداد، وهذا يدل على أنني أطلقت خرطوشًا فارغًا فقط».
في الآونة الأخيرة، مثل في عملية إعدام روني لي غاردنر عام 2010 في ولاية يوتا في الولايات المتحدة، قد يُعطى أحد الجنود خرطوشًا «وهميًا» يحتوي على رصاصة شمعية، ما يوفر شعورًا بالارتداد يكون أكثر واقعية.

## بحسب البلد

### الأرجنتين
تم إعدام مانويل دوريجو، رجل الدولة والجندي الأرجنتيني البارز الذي حكم بوينس آيرس في عشرينيات القرن التاسع عشر، رميًا بالرصاص في 12 ديسمبر من عام 1828 بعد هزيمته في معركة ضد خوان لافال إذ تمت إدانته بالخيانة لاحقًا.

### بلجيكا
في 12 أكتوبر من عام 1915، أُعدمت الممرضة البريطانية إديث كافيل على يد فرقة رماية ألمانية في ميدان تير الوطني للرماية في شيربيك بعد إدانتها «بنقل العساكر إلى العدو» خلال الحرب العالمية الأولى.
في 1 أبريل عام 1916، أُعدمت امرأة بلجيكية تُدعى غابرييل بيتي على يد فرقة إعدام ألمانية في شيربيك بعد إدانتها بالتجسس لصالح جهاز الاستخبارات البريطاني خلال الحرب العالمية الأولى.
خلال معركة الثغرة في الحرب العالمية الثانية، تمت محاكمة ثلاثة جواسيس ألمان بعد أسرهم ثم إعدامهم على يد فرقة إطلاق نار أمريكية في هنري شابيل في 23 ديسمبر عام 1944. حوكم أيضًا ثلاثة عشر ألمانيًا آخرين بعد محاوتهم إطلاق النار على هنري تشابيل وهوي. شارك هؤلاء الجواسيس الذين تم إعدامهم في عملية غرايف التي قام بها الكوماندو أوتو سكورزيني وفرقتخ فافن إس إس إذ كان يعمل الكوماندوز الألمان الناطقون بالإنجليزية خلف الخطوط الأمريكية، متنكرين بالزي الرسمي الأمريكي والأسلحة.

### البرازيل
يحظر الدستور البرازيلي لعام 1988 تمامًا استخدام عقوبة الإعدام في وقت السلم، لكنه يأذن باستخدام عقوبة الإعدام في الجرائم العسكرية المرتكبة أثناء الحرب. يلزم القانون أيضًا إعلان الحرب رسميًا وفقًا للقانون الدولي والبند 19 من المادة 84 من الدستور الاتحادي بعد إقرار الإذن الواجب من الكونغرس البرازيلي. لا تمثل عقوبة الإعدام العقوبة الوحيدة الممكنة على الجريمة إذ يجب أن يتم فرضها من قِبَل نظام المحاكم العسكرية. تنفذ عقوبة الإعدام رميًا بالرصاص بحسب معايير قانون الإجراءات الجنائية العسكرية البرازيلي.
على الرغم من أن البرازيل ما تزال تسمح باستخدام عقوبة الإعدام أثناء الحرب، إلا أنه لم يتم إعدام أي مدانين خلال الصراع العسكري الأخير في البرازيل، الحرب العالمية الثانية. تم تخفيف الأحكام الصادرة عن العسكريين المحكوم عليهم بالإعدام أثناء الحرب العالمية الثانية من قِبَل رئيس الجمهورية.

### تشيلي
بعد الإطاحة العسكرية بحكومة سلفادور أليندي المنتخبة ديمقراطيًا في عام 1973، بدأ الدكتاتور التشيلي أوغوستو بينوشيه سلسلة من محاكمات محكمة الحرب ضد اليساريين في جميع أنحاء البلاد. خلال الأشهر الأولى بعد انقلابه، قُتل مئات الأشخاص عن طريق إطلاق النار أو الإعدام بإجراءات موجزة.